# Veronica Avluv

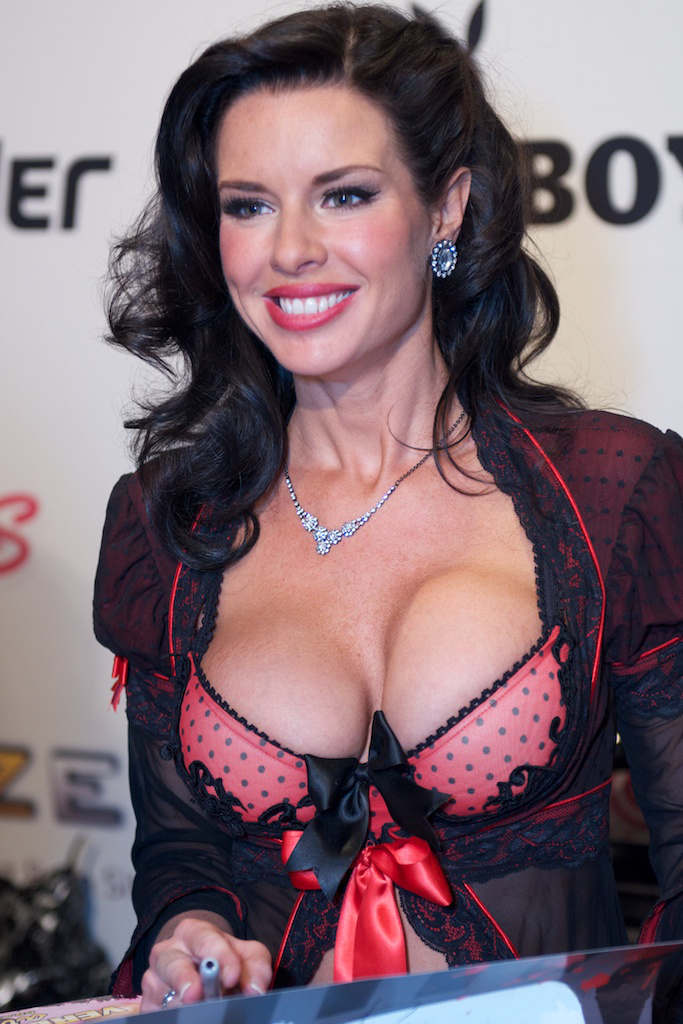
Veronica Avluv auf der AVN Adult Entertainment Expo 2012

Veronica Avluv (* 23. November 1972 als Robin Carol Simpson in Rowlett, Texas) ist eine US-amerikanische Pornodarstellerin.

## Persönliches
Veronica Avluv stellt MILF/Cougars in Filmen des gleichnamigen Genres dar. 2012 und 2013 war sie bei den AVN Awards und den XBIZ Awards in den Kategorien MILF/Cougar Performer of the Year und MLF Performer of the Year nominiert, konnte den Preis aber nicht gewinnen. Sie gewann jedoch 2013 bei den XRCO Awards die Auszeichnung MILF of the Year. Sie drehte für die Studios Evil Angel, Digital Playground, Pink Visual, Wicked Pictures, Tom Byron Pictures, Brazzers und Bangbros.
Veronica Avluv war von 1996 bis zum 26. März 2013 mit Hans Avluv verheiratet. Dieser starb an einem Herzinfarkt und hinterließ Avluv mit zwei gemeinsamen Kindern. Beide hatten je ein weiteres Kind aus früheren Ehen mit in die Ehe gebracht.
Sie sagt über sich selbst, dass sie „sehr bisexuell“ sei und in ihrem Leben hauptsächlich mit Frauen Sex gehabt habe.

## Auszeichnungen

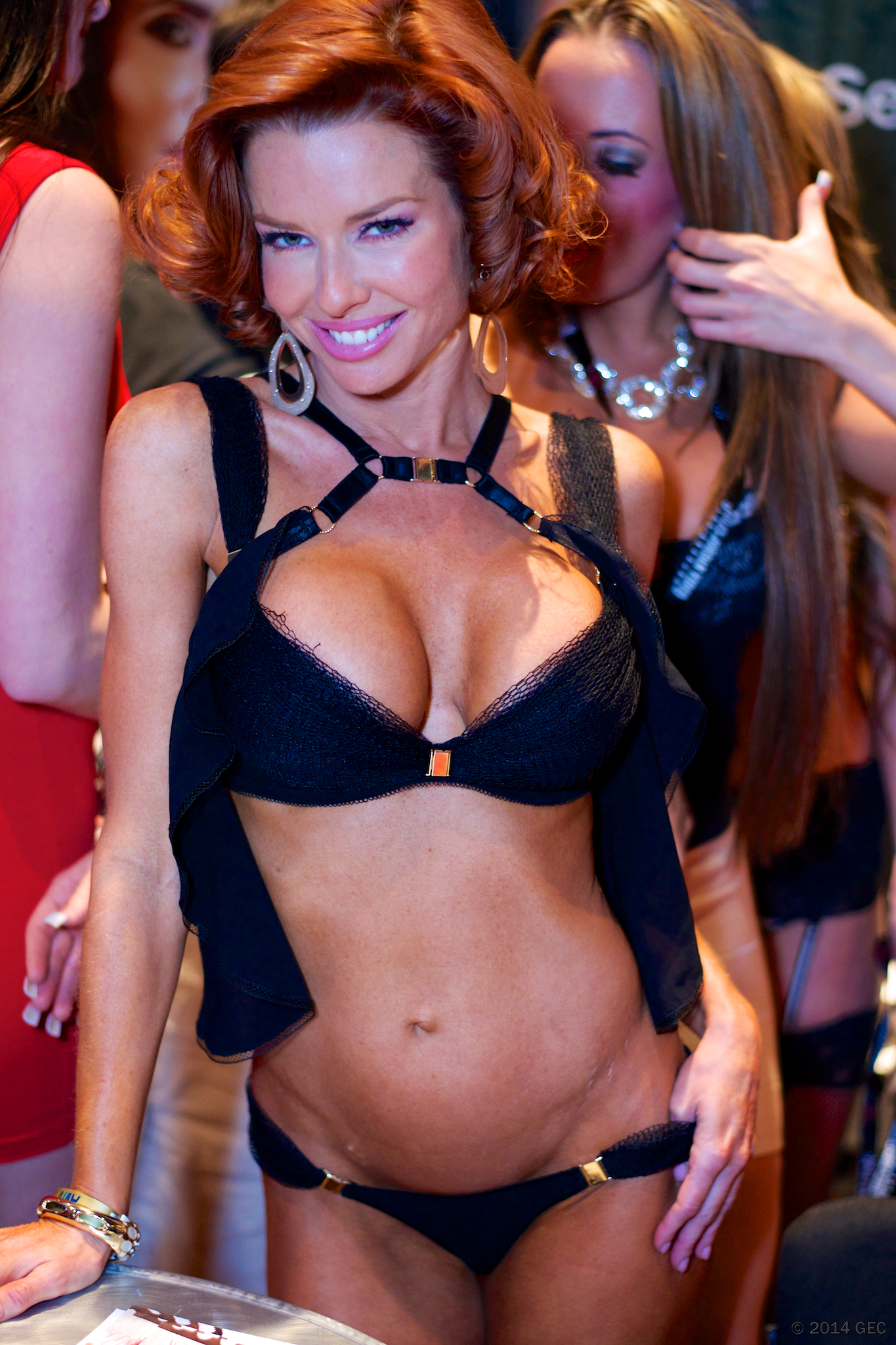
Veronica Avluv im 2014

- 2013: XRCO Award als MILF of the Year[8]
- 2014: TLA RAW Award in der Kategorie Best anal porn für No Limits[9]
- 2015: AVN Award als Best Supporting Actress[10]

Nominierungen
- 2012: AVN Award als MILF/Cougar Performer of the Year[11]
- 2012: XBIZ Award als MILF Performer of the Year[12]
- 2013: AVN Award in der Kategorie Best Anal Sex Scene für Oil Overload 7[3]
- 2013: AVN Award in der Kategorie Best Group Sex Scene für Big Tits at Work 14[3]
- 2013: AVN Award als MILF/Cougar Performer of the Year[3]
- 2013: XBIZ Award als MILF Performer of the Year[4]
- 2013: XBIZ Award in der Kategorie Best Scene – Couples-Themed Release für My Mother’s Best Friend 6[4]
- 2014: AVN Award in der Kategorie Best All-Girl Group Sex Scene für College Cuties Seduce MILF Beauties[13]
- 2014: AVN Award in der Kategorie Best Three-Way Sex Scene – G/G/B für Rump Raiders 4[13]
- 2014: AVN Award als MILF Performer of the Year[13]
- 2014: AVN Award in der Kategorie Best Porn Star Website für ClubVeronicaAvluv.com[13]
- 2014: XBIZ Award als MILF Performer of the Year[14]
- 2014: XRCO Award als Orgasmic Analist[15]
- 2014: XRCO Award als MILF of the Year[15]

## Filmografie (Auswahl)
- 2011: Halfway Home
- 2011–2013: Mommy Got Boobs 12, 16
- 2012: Pure MILF 1
- 2012: Milf Soup 22, 24
- 2012: MILF Gape
- 2012: Cougar Tales 5
- 2012: Guide to Wicked Sex: G-Spot And Female Ejaculation (mit Hans Avluv)
- 2013–2020: My Friend’s Hot Mom 37, 56, 87
- 2013: White Mommas 4
- 2014: Cinderella XXX: An Axel Braun Parody
- 2014: Strap Some Boyz 2
- 2015: Dirty Rotten Mother Fuckers 10
- 2015: MILF Performers of the Year 2015
- 2015: Squirt for Me 2
- 2015: A Couples Guide to Female Ejaculation
- 2016: Mommy Takes a Squirt
- 2016: Ghostbusters XXX Parody (Webserie, 1 Folge)
- 2016: Gangbanged 7
- 2017: MILF Performers of the Year 2017
- 2017: Veronica Is Voracious
- 2017: Girl Squirt
- Slutty and Sluttier 17
- Seasoned Players 17
- Tonight’s Girlfriend 104
- Oil Overload 7
- CFNM Secret 7
- Seduced by a Cougar 21, 43, 46
- Women Seeking Women 74
- Big Tits at Work 14
- Big Tits in Uniform 11